# Umweltberatung
Umweltberatung ist eine beratende Tätigkeit im Bereich des Umweltschutzes, der Ökologie und des umweltverträglichen Handelns. Zielgruppe der Beratung können sowohl Unternehmen und öffentliche Einrichtungen als auch Privatpersonen sein. In kommunalen Einrichtungen findet vielfach eine institutionelle Umweltberatung statt. In den letzten Jahren hat sich die Beratung bei Energiefragen zu einem Schwerpunkt entwickelt.
Unabhängig von der Zielgruppe sind Umweltberater und umweltberatende Institutionen in Verbänden zusammengeschlossen, um ihre Interessen als Berufsgruppe zu vertreten.

## Zielgruppen

### Privatpersonen
Ziel der Umweltberatung für Privatpersonen ist es, die Verbraucher in Fragen des privaten Konsums hinsichtlich der Auswirkungen auf Umwelt und Gesundheit zu beraten. Dabei findet teilweise eine Zusammenarbeit mit Verbraucherzentralen statt.

### Unternehmen und öffentliche Einrichtungen
Umweltberatung ist insbesondere für Unternehmen und auch öffentliche Einrichtungen von Bedeutung, die ein Umweltmanagementsystem nach ISO 14001 bzw. nach dem europäischen Environmental Management and Auditing Scheme (EMAS-Verordnung) oder EMASeasy aufbauen wollen oder schon aufgebaut haben und demzufolge eine Umwelterklärung abgeben müssen.